# Coptocercus orientalis
Coptocercus orientalis är en skalbaggsart som beskrevs av Wang 1995. Coptocercus orientalis ingår i släktet Coptocercus och familjen långhorningar. Inga underarter finns listade i Catalogue of Life.